# 旱生丛菔
旱生丛菔（学名：Solms-laubachia xerophyta）为十字花科丛菔属下的一个种。

## 扩展阅读
維基物種上的相關：旱生丛菔